# Natalija Wassyljuk
Natalija Olexanderiwna Wassyljuk (ukrainisch Наталія Олександрівна Василюк, wiss. Transliteration Natalija Oleksandrivna Vasyljuk; * 10. Juni 1978 in Hryschkiwzi, Oblast Schytomyr, Ukrainische SSR) ist eine ukrainische Artistin mit dem Spezialgebiet Kontorsion.
Natalija Wassyljuk absolvierte die angesehene, staatliche Zirkusschule in Kiew. Im Jahr 2000 erhielt sie den ukrainischen Ehrentitel Verdiente Künstlerin der Ukraine und 2001 gewann sie den Internationalen Varietépreis der Jury und gleichzeitig den Publikumspreis für ihre artistische Leistung.